# Giovanni Strüver
Giovanni Strüver (* 23. Januar 1842 als Johannes Karl Theodor Strüver in Braunschweig; † 21. Februar 1915 in Rom) war ein deutschstämmiger italienischer Mineraloge und Paläontologe.
Strüver war ein Assistent von Quintino Sella an der Ingenieursschule in Florenz und ab 1873 Professor für Mineralogie an der Universität Rom (La Sapienza) und Leiter von dessen Mineralogischer Sammlung, die er durch eigene Sammeltätigkeit (besonders in Latium, auf Elba und in den Piemonteser Alpen) und durch Ankäufe um 10.000 Exemplare erweiterte. In der Sammlung waren fast alle damals bekannten Mineralien (896 von 900) vertreten und fast alle italienischen Meteoritenfunde.
1874 wurde er zum korrespondierenden Mitglied der Göttinger Akademie der Wissenschaften gewählt. 1900 wurde er als korrespondierendes Mitglied in die  Preußische Akademie der Wissenschaften aufgenommen.
Strüver gilt als Erstbeschreiber der Minerale Sellait und Gastaldit. Letzteres stellte sich allerdings bei späteren Untersuchungen als identisch mit Glaukophan heraus.

## Ehrungen
1903 wurde er Ehrenmitglied der Mineralogical Society of Great Britain and Ireland.
Das Mineral Strüverit ist durch seinen Schüler Ferruccio Zambonini (1880–1932) nach ihm benannt.

## Schriften
- Die fossilen Fische aus dem Keupersandstein von Coburg. In: Zeitschrift der Deutschen geologischen Gesellschaft, XVI, Tafel XIII, Berlin 1864, S. 303–330